# Yrrhapta
Yrrhapta is een geslacht van rechtvleugeligen uit de familie veldsprinkhanen (Acrididae). De wetenschappelijke naam van dit geslacht is voor het eerst geldig gepubliceerd in 1921 door Sjöstedt.

## Soorten
Het geslacht Yrrhapta omvat de volgende soorten:
- Yrrhapta cervina Sjöstedt, 1921
- Yrrhapta striata Sjöstedt, 1921